# 卡拉巴塔
卡拉巴塔（意译：黑斧头，俄语/柯尔克孜语：Кара-Балта）是位于卡拉巴塔河沿岸吉尔吉斯斯坦楚河州地区的自治市，也是加依勒区的首府。卡拉巴塔市建立于1825年，时正浩罕汗国统治时期，并在随后苏联统治下于1975年获得城市地位。在2009年的人口普查中，该市人口为37,834人。根据1989年苏联人口普查，该市人口为54,200人。
自公元5世纪起，就有人定居于楚河州山谷，但在成吉思汗入侵后，游牧民和放牧民构成该地区的主要居住人口。然而在浩罕汗国的统治下，这个定居点逐渐形成了一个城镇，日渐繁荣昌盛。

## 气候
卡拉巴塔拥有夏季炎热干燥的大陆性气候。年平均气温为9.7°C。在最温暖的7月，平均气温为23.3°C，在最寒冷的1月，平均气温为-4.8°C。年平均降水量在414.1mm，平均每99.2天有一次降水。降雨量最多的月份是4月份，平均降水量为60.9mm；最干燥的月份是8月份，平均降水量为12.2mm。

## 交通

### 高速公路
卡拉巴塔位于比什凯克-奥什的帕米爾公路沿线，并连接通往位于哈萨克斯坦塔拉兹的高速公路。

### 铁路
卡拉巴塔同通往哈萨克斯坦的比什凯克和塔拉兹的铁路相连接。

## 军事
俄罗斯军队对該市有一定管理权限。